# La città atomica
La città atomica (The Atomic City) è un film del 1952 diretto da Jerry Hopper.

## Trama
Il dottor Frank Addison vive con la moglie Martha e il giovane figlio Tommy a Los Alamos, dove svolge la professione di fisico negli impianti segreti per la sperimentazione e la costruzione di nuove armi atomiche.
Gli Addison ricevono un telegramma dove si dice che Tommy è stato rapito. Anche l'insegnante si mette in contatto con la famiglia, dicendo che il loro ragazzo è scomparso, ma Frank, che con il telegramma aveva ricevuto l'ordine di tacere, mente affermando di aver lasciato il lavoro presto e di aver preso il figlio. Russ Farley, fidanzato dell'insegnante, è un giornalista del quotidiano locale, ma in realtà è un agente dell'FBI, responsabile della sicurezza degli impianti e quella stessa sera l'insegnante gli confida le sue preoccupazioni su quanto accaduto nella mattinata.
Farley e il suo collega Harold Mann iniziano a pedinare gli Addison. Quando un sequestratore ordina a Frank di rubare dei documenti dal laboratorio atomico e di spedirli a un hotel di Los Angeles, questi vuole informare le autorità, ma Martha teme per il loro ragazzo e lo convince ad assecondare il rapitore. David Rogers, un truffatore noto alla polizia, raccoglie i documenti e con quelli se ne va a vedere una partita di baseball, seguito dagli agenti e dalle telecamere dell'FBI. Al termine della partita  Rogers esce dallo stadio e sale sulla sua auto, ma questa esplode, uccidendolo. Dopo una perquisizione gli agenti si accorgono che Rogers era riuscito a trasmettere i documenti a qualcuno durante la partita. Analizzando il film dell'FBI, si vede un venditore di hot dog che riceve i documenti: in realtà si tratta di Donald Clark, un uomo con legami con ambienti comunisti.
Tommy viene spostato dai rapitori sul un sito archeologico indiano nel Nuovo Messico, dove i rapitori incontrano brevemente i Fentons, una famiglia di turisti.
La mente si rivela essere il dottor Rassett, un fisico, il quale studia i documenti che Addison aveva spedito e riesce a scoprire che si trattano di un falso. A questo punto Rassett ordina di uccidere il ragazzo, ma Tommy è riuscito a scappare e a nascondersi in una grotta.
Il figlio dei Fentons ha il biglietto della lotteria, che ha trovato dalle rovine. Gli agenti dell'FBI si precipitano sul luogo, dove Rassett viene arrestato dopo aver ucciso i suoi complici, e Tommy viene salvato.